# Beleg van Jerez (1261)
Het Beleg van Jerez door koning Alfons X van Castilië vond plaats in 1261 (6 december 1260 - 25 november 1261, volgens Ibn Idhari), waarschijnlijk in de late lente of vroege zomer. Het resulteerde in de opname van Jerez de la Frontera in de Kroon van Castilië.

## Geschiedenis
Ten tijde van het beleg was Jerez een van de verschillende autonome islamitische enclaves die overbleven na de ineenstorting van het prinsdom van Ibn Hud en de succesvolle Reconquista-campagnes van Alfons' vader, Ferdinand III. Naast de grote koninkrijken Granada, Murcia en Niebla, hadden verschillende kleine stadstaten een precaire onafhankelijkheid behouden. Ten tijde van de verovering werd Jerez geregeerd door Ibn Abit, die Castiliaanse bronnen Abén Habit en style señor (heer) van Jerez noemen.
Kort nadat Alfonso zijn vader in 1252 was opgevolgd, weigerden verschillende van de autonome steden - Arcos, Jerez, Lebrija, Medina Sidonia en Vejer - die zich bij Ferdinand hadden aangemeld en ermee instemden eer te betuigen na de val van Sevilla in 1248, de betalingen aan Alfonso voort te zetten. Tegen 1253 had Alfonso Jerez gedwongen het eerbetoon te hervatten en zijn broer Henry had Arcos en Lebrija gedwongen zich over te geven. Alfonso weigerde echter de belofte van hun vader van een enorme zuidelijke heerschappij voor Henry na te komen. Zijn broer rebelleerde, probeerde Niebla te veroveren, werd verslagen door Nuño González de Lara in de buurt van Lebrija in 1255 en ging in ballingschap.
Eind 1260 riep Alfonso X de cortes bijeen om in Sevilla bijeen te komen om te adviseren "over de zaak van Afrika" (fecho de África), dat wil zeggen de volgende stap in de geplande Afrikaanse kruistocht na de mislukte Kruistocht van Salé (1260). Volgens de Chronicle van Alfonso X, die de gebeurtenissen van 1253 en 1261 ten onrechte comprimeert in het jaar 1255, vertelde de koning dat hij wilde 'God dienen door de Moren schade te berokkenen [en] hun landen te veroveren, met name die in de buurt van de stad Sevilla'. Vervolgens vroeg hij de vergadering of hij eerst Niebla of Jerez moest aanvallen. De laatste werd gekozen vanwege het strategische belang voor de landwaartse verdediging van de nieuw ontwikkelde haven van El Puerto de Santa María. Het is waarschijnlijk dat de cortes een belasting hebben toegestaan om zowel de campagne tegen Jerez als de campagne tegen Niebla te betalen, aangezien Alfonso vijftien jaar later nog steeds achterstand aan het innen was.
Alfonso belegerde met hulp van de koning van Granada Jerez een maand lang Jerez voordat de burgers op eigen initiatief onderhandelingen begonnen. Uit angst dat de waardevolle boomgaarden en olijfgaarden in de stad beschadigd zouden kunnen raken door langdurige oorlogvoering, boden ze aan zich aan Castiliaanse heerschappij te onderwerpen en Alfonso het eerbetoon te betalen dat ze jaarlijks aan Ibn Abit hadden gegeven als Alfonso hen de controle over hun eigendom had gegeven. Omdat hij nog steeds moeite had om christelijke kolonisten naar Sevilla te brengen, heeft Alfonso de burgers hun verzoek ingewilligd. De burgers gaven Ibn Abit, die in de alcázar (citadel) was gebleven, een ultimatum: in het reine komen met Alfonso of vertrekken. De heer van Jerez onderhandelde over de overgave van de citadel en een veilig gedrag voor hem en al zijn bezittingen.
Na de overgave plaatste Alfonso Nuño González de Lara aan het hoofd van de alcázar met de titel alcaide (castellan). Nuño heeft zijn gezag overgedragen aan een ridder genaamd García Gómez Carrillo. De Alcazar kreeg weer voedsel en wapens. De moslims van Jerez bleven in bezit van hun huizen en eigendommen binnen en buiten de muren.